# 대물 (영화)
"대물"은 1988년에 개봉한 대한민국의 영화이다.

## 캐스팅
- 신성일
- 이대근
- 김자옥
- 강리나
- 김기주
- 이해룡
- 조주미
- 주상호
- 최재호
- 김일우
- 윤일주
- 김기범
- 양일민
- 최성
- 국정환
- 김진선
- 오희찬
- 나갑성
- 문철재
- 홍충길
- 김형태
- 강용규
- 임인업
- 김익태
- 황우연
- 유경애
- 이숙희
- 박혜경
- 독고성